# Pithecopus azureus
Pithecopus azureus es una especie de anfibio de la familia Phyllomedusidae. Se distribuye por el norte de Argentina, regiones de pantanal y cerrado del centro y oeste de Brasil, regiones de chaco del este de Bolivia, y Paraguay. Habita en ecosistemas de sabana y bosque abierto.
Mide entre 31 y 44 mm. El dorso es de color verde vivo y el vientre blanco sin manchas. Los flancos y partes ventrales de las patas muestran un patrón de manchas irregulares oscuras sobre un fondo naranja. Es una especie nocturna. Se reproduce durante la estación húmeda en charcas temporales. Construye unos nidos hechos de hojas que cuegan sobre las charcas, así una vez los huevos eclosionen caerán al agua.